# Lone Star (Banda)
Lone Star fue un grupo barcelonés de rock formado en 1958 por Pere Gené (voz y líder del grupo), Enric Fusté (piano), Fernando González Aribayos (batería) y Josep María Lizandra (contrabajo). Es una de las bandas más antiguas de rock y jazz de España.

## Historia

### Inicios
El origen de Lone Star se remonta a 1958, cuando Pere Gené retornó a Barcelona tras residir un año en Inglaterra, lugar donde vivió la gran eclosión del rock and roll. Gené, que previamente había consolidado su carrera de piano y virtuosismo en el Conservatorio del Liceo de Barcelona, decidió regresar a la ciudad condal con la idea de formar un grupo de rock, reuniendo algunos antiguos compañeros del conservatorio para componer la primera formación. El nombre del grupo surgió de diferentes conceptos. Uno de ellos era la negativa de Gené a adoptar la fórmula de preceder el nombre de la banda con el habitual “Los”, muy en boga en aquellos tiempos. Por otro lado, la fascinación de Gené por la Guerra de Secesión norteamericana y el blues, le llevó a bautizar el grupo como Lone Star: Estrella Solitaria.
Tras un año y medio de actuaciones se produjeron los primeros cambios en el grupo, algo que sería habitual con el paso los años, atendiendo a la evolución y búsqueda por parte de Gené de un sonido mejorado y acorde a los nuevos tiempos. Así, a finales de 1959, Fernando González Aribayos y Josep Maria Lizandra salen de la formación, y en su lugar se incorporan Rafael De la Vega (bajo) y Enrique López (batería).
En aquella época el concepto de bolo todavía no existía y Lone Star trabajaba a diario en salas de fiestas y boîtes. En esta etapa inicial, el repertorio del grupo se basaba en versiones, del que se pueden destacar interpretaciones de temas de Ray Charles, algo ciertamente novedoso e inusual que sorprendía a buena parte del público. Durante una actuación en el Texas, local de jazz ubicado en la Plaza Real de Barcelona, un músico holandés llamado Willy Nab subió al escenario con su guitarra y tocó un par de temas con el grupo. De esta forma, Nab fue acogido por Lone Star y completó la formación de la banda durante los primeros años. El quinteto quedó formado por Pere Gené (voz y guitarra rítmica), Enric Fusté (piano), Willy Nab (guitarra solista), Rafael De la Vega (bajo) y Enrique López (batería).

### Década de 1960
En 1962 Lone Star captó la atención de la compañía EMI, lo que les condujo a grabar su primer EP y que se publicó en 1963 con una versión de “My babe”, un exitoso tema del artista blues Little Walter. Este hecho hizo que Lone Star se convirtiera en uno de los primeros grupos en España en cantar en inglés. La fotografía de la portada de este primer EP posee un significado especial. Ésta fue tomada en un complejo turístico de Vilassar de Mar llamado Doyen, cuyo acto de inauguración fue llevado a cabo por Lone Star, con un contrato de actuaciones para todo el verano. Esta circunstancia, junto con la portada del EP, posee ciertas connotaciones con el periodo de The Beatles en Hamburgo, cuando la formación inglesa todavía era un quinteto. Lone Star tocó todas las noches en el Doyen durante tres meses, en unos tiempos en los que el concepto de concierto de rock aún no estaba del todo definido. A partir de este primer disco y por razones de la compañía, EMI y Lone Star acordaron que sólo se grabarían versiones, pero con la condición de que el grupo podría escoger los temas y hacer sus propias adaptaciones, letras y arreglos.
Un poco más tarde el teclista Enric Fusté dejó la formación y Lone Star pasó a ser un cuarteto de forma definitiva. Tras la grabación de su tercer EP en 1964, Joan Miró sustituyó a Willy Nab a la guitarra. Ese mismo año Rafael De la Vega (bajo) fue llamado al servicio militar obligatorio e introdujo en el grupo a su amigo de la juventud Carlos Pétriz. Pétriz cubrió la ausencia de De la Vega desde marzo de 1964 hasta abril de 1965, apareciendo en la portada del cuarto EP y participando en la grabación del quinto vinilo, ambos editados en 1964.
Uno de los grandes éxitos del grupo fue la versión que realizaron en 1964 de “La casa del sol naciente”, traducción en español de “The House of the Rising Sun”, tema de la banda The Animals. De forma inesperada, Lone Star consiguió vender en España más singles que la propia banda británica. El tema incluso consiguió ser número uno en Venezuela. Aprovechando esta coyuntura, EMI-Odeón organizó un encuentro en Barcelona con Lone Star y The Animals. En el momento, el grupo británico declaró: “Esta es la mejor versión que conocemos”.
A partir de este éxito, Lone Star grabó más EPs para EMI, aunque éstos sólo consistían en versiones, pues las compañías de la época eran muy reticentes o directamente contrarias a producir temas propios. De entre estas versiones, destacan más adaptaciones de The Animals como “Comprensión” (“Don't Let Me Be Misunderstood”), que consiguió un gran éxito de ventas, “Yo lloro” (“I’m crying”) o “Muy lejos de aquí” (“We gotta get out of this place”), pero también temas de los Rolling Stones como “Satisfacción” o “Aquí en mi nube”.
En 1966 les llegó la oportunidad de grabar su primer disco de larga duración. Gené consiguió acordar con EMI que la mitad de los temas fueran versiones y la otra mitad canciones propias. De este disco, de título homónimo al del grupo, destacan “La leyenda” y “Quiero vivir con libertad” como temas originales, y “Río sin fin”, como versión del hit de Ike & Tina Turner “River Deep – Mountain High”. Gracias a este disco, la compañía discográfica se da cuenta de que debe dar más margen de maniobra al grupo. En este punto vuelve a haber un cambio en la formación, ya que Joan Miró es requerido para cumplir su servicio militar, por lo que es sustituido por un joven Álex Sánchez hasta la licencia de Miró, que un año más tarde se reincorpora al grupo.
En 1967 llegó el segundo long play, titulado “Un conjunto con antología”, el cual contiene canciones como “It’s a man’s man’s man’s world”, “Los domingos”, “Alrededor de este mundo”, o dos temas ya conocidos, como “Río sin fin” y “La casa del sol naciente” entre otros. En 1968 aparece su tercer álbum: “Vuelve el rock”, lanzado por La Voz de su Amo, una subdivisión de EMI. Este LP sigue en la línea de los dos primeros, aunque poniendo más énfasis en el rock and roll clásico y el rhythm & blues, con temas como “Lucille”, “Long tall Sally”, “Hello Josephine”, “Mean woman blues” o “I got a woman”.
Durante 1967 y 1968, Lone Star alterna sus actuaciones con repertorios mixtos de jazz y rock, algo muy inusual en la escena musical de la España contemporánea. En el año 1968 el grupo produjo “Lone Star en Jazz”, álbum con un sonido totalmente atípico para una banda de rock, del que destacan composiciones como “Misty” o “El cant dels ocells”.
Cobran especial relevancia dos conciertos de jazz que sentaron un precedente en la historia musical del país, ya que en aquella época no existía ningún grupo de jazz estable en España. El primer concierto se ofreció en el San Carlos Club de Barcelona, y el segundo en el Teatro Infanta Beatriz de Madrid, cuyas entradas se agotaron tres días antes. El concierto constaba de dos partes: la primera con repertorio de jazz y la segunda de rock, con temas propios y acompañamiento de orquesta. Posteriormente la Dirección General de Cultura Popular incluyó a Lone Star en los llamados Festivales de España, lo que llevó a la banda a recorrer el país, repitiendo el formato del teatro Infanta Beatriz.
A principios de 1968, por motivos médicos relativos a Joan Miró, entró en el grupo Víctor Escudé (guitarra), cubriendo el periodo de enero a julio. Escudé, guitarrista modesto, había profesado siempre una gran admiración por la banda. Lone Star decide incorporar su imagen y la de su novia Alicia en la portada del LP “Vuelve el rock”. En palabras de Víctor Escudé:

Yo sólo estuve unos meses durante la enfermedad de Joan y su convalecencia. Ya no recuerdo ni las fechas, era muy joven. Aunque soy prácticamente autodidacta, mi estancia en Lone Star fue como si hubiese pasado por el conservatorio cuatro años o más. Lo que aprendí no hubiese sido posible sin ellos. Grabé los discos de “Vuelve el rock” y “Vieja estación”

En 1968, Lone Star grabó uno de sus temas más legendarios: “Mi calle”, que se transformaría en una de las canciones estrella de sus conciertos posteriores. Ese mismo año, el batería Enrique López dejó el grupo y dio paso a Luís Masdeu.
En 1969, el grupo lanzó el sencillo “La trilogía”, que obtuvo el premio de la SGAE como mejor tema del año.
Un año más tarde, Pere Gené fue designado por RTVE para actuar en la undécima edición del Festival de la Canción de Knokke (Bélgica) como representante del rock nacional, junto a un equipo de artistas españoles formado por Peret, Guillermina Motta, Conchita Bautista y Nuria Feliu, con quienes gana la “Coupe d'Europe du Tour de Chant”, nombre del galardón con el que también era conocido el festival.

### Década de 1970
En 1970 el grupo lanzó “Lyla”, un sencillo que obtuvo un gran éxito. Junto con “Mi calle”, fueron los dos temas más vendidos de Lone Star. Con la entrada de la nueva década el grupo inicia una gira por Europa Central, de la que surgió el disco “Spring 70” (1970), grabado en directo y en lengua inglesa.
En 1972, tras desvincularse de EMI, Lone Star obtuvo otros dos grandes éxitos con el sencillo “Chica solitaria / My sweet Marlene”, lanzado por su nueva compañía discográfica: Unic. En este punto Rafael De La Vega deja la banda y se incorpora Sebastià Sospedra (Sebass) al bajo.
Ese mismo año, con la compañía Unic/Ekipo lanzan “Es largo el camino”, del que destacan dos temas: “Pájaro de fuego” y “Nathalie”.
Un año más tarde, en 1973, grabaron en Barcelona el histórico “Adelante rock en vivo”, grabado en estudio pero con concepto de directo, ya que se grabó en una sola toma, además de intervenir público asistente en el interior de las instalaciones. Este disco se convirtió, con diferencia, en el álbum más vendido del grupo. En ese momento su música ya había mutado del rhythm & blues añejo de los años 1960 hacia un sonido más pesado y contemporáneo: el hard rock. A mediados de año, Masdeu salió de la banda y en su lugar se incorporó Josep Mª Vilaseca (Tapi), versátil batería con dilatada experiencia que supuso una inyección de aire fresco en la banda.
En aquellos años, el éxito de Lone Star ya era masivo, lo que les llevó a tocar en lugares tan exclusivos como el portaaviones estadounidense John Fitzgerald Kennedy en 1972 y en el Palacio de la Música Catalana de Barcelona, en 1974. Esta fue una circunstancia altamente inusual, teniendo en cuenta que en esos tiempos la dirección del Palacio de la Música era muy reticente a salir de la programación de música clásica, y mucho más inusual que contemplara dar cabida al rock. Lone Star rompió ese molde y ofreció un recital antológico con temas de jazz, música clásica y rock, hecho que coincide con la aparición del sencillo “Pobre pescador”. Este disco apareció con el sello Diresa después de que el grupo abandonara EMI, cuyo único esfuerzo por el grupo fue la edición de sus trabajos, pues los eventos importantes siempre fueron iniciativa de la propia banda.
En 1974 y con el nuevo sello, Diresa, el grupo vive tiempos de gran promoción. Lone Star recibe varios premios que lo acreditan como el mejor grupo nacional. Sin embargo, la relación con Diresa acaba muy mal, pues su presidente, tras un desfalco, huye del país, llevándose el dinero de la compañía. Como consecuencia de este rocambolesco suceso, el grupo se queda sin cobrar y sin royalties. Otro importante hecho es que desapareció un máster de estudio con material inédito, grabado ese mismo año en clave de hard rock. Posteriormente Joan Miró abandonó definitivamente el grupo y se incorporó de nuevo Álex Sánchez a la guitarra.
En 1975, Tapi y Sebastià Sospedra dejan el grupo. En su lugar son sustituidos nuevamente por Luís Masdeu y Ricardo Acedo. Lone Star ficha por Diplo, otra pequeña compañía independiente con la que lanzan el LP “¡¡Síguenos!!”, convirtiéndose en el primer grupo importante en grabar en lengua catalana.
En 1977 Lone Star lanzó un maxisingle en catalán con dos canciones de un estilo más jazzístico, “Punta d'Alba” y “L'amor se'n va”, grabado bajo la dirección musical de Jordi Doncos.
Ese mismo año graban “Horizonte”, a través de la discográfica barcelonesa Phonic, del cual destacan los temas "¿No será?" y "Horizonte". Este es el primer y único disco de la banda de tipo conceptual y en clave de rock progresivo. En este trabajo, cabe hacer especial mención a las interpretaciones de Alex Sánchez a la guitarra.
En 1979, de forma inesperada, apareció el disco perdido del grupo como consecuencia del affaire Diresa. Se trataba de una edición de la compañía madrileña Mercurio, completamente ajena a la banda, que bajo el título "Oveja negra" contenía el material desaparecido cinco años atrás. Recientemente, en 2018, LS Records reeditó este disco dándole unos contenidos más adecuados y que contaron con la colaboración del histórico ilustrador Carlos Azagra para la portada.

### Década de 1980
En 1980 el mundo de la música electrónica empezaba a pegar con fuerza, relegando el rock a un cierto segundo plano. Las grandes compañías de discos se centralizaban en Madrid, mientras que en Barcelona sólo quedaban algunos sellos independientes con poca fuerza. Ricardo Acedo y Luis Masdeu dejan Lone Star. Son tiempos difíciles para la banda. Álex Sánchez y Pere Gené se quedan solos, por lo que todo el peso del grupo y su futura continuidad recae sobre ellos. A pesar de esta circunstancia, en 1982 Lone Star y Eric Burdon (The Animals), entre otros, reunieron a 120.000 personas en la recta del circuito de Montjuïc en Barcelona, en un concierto memorable organizado por el PSUC en "La Festa del Treball".
El primer y único álbum de la banda en la nueva década aparece ese mismo año, 1982, con "Viejo lobo", publicado por Auvi. La formación para este trabajo incluye a Pere Gené en la voz, Álex Sánchez guitarra, Sebastià Sospedra al bajo, y Jerónimo Martínez en la batería, destacando los temas "En el año 62", "Creo en ti" e "Hijos del rock and roll". El nuevo disco tuvo un aire cercano al rock duro y al heavy metal, en sintonía con otras bandas convocantes del evento de Montjuïc como Barón Rojo u Obús. Este sería el último álbum de estudio de Lone Star hasta 1996.

### Década de 1990 y 2000
En 1996, tras dieciocho años de silencio discográfico y con la incorporación del bajista Jaume Rivera en el lugar de Sebastià Sospedra, Lone Star vuelve a lanzar un nuevo trabajo con la compañía AZ, titulado «Hacia el futuro», el cual incluye el track list de “Viejo Lobo” junto con los cinco temas más emblemáticos del grupo grabados en nuevas versiones con un sonido más actual, “Mi calle”, “Comprensión”, “Adelante”, “Oveja negra” y “My sweet Marlene”. Esta circunstancia fue aprovechada por EMI para sacar a la venta en formato CD todos los discos de Lone Star, catorce en total.
Ese mismo año Lone Star dio un gran concierto en el marco del Festival Grec que contó con la colaboración de importantes amigos de la escena como Manolo García (El Último de la Fila), Teddy Bautista (Los Canarios), Loquillo, Carlos Segarra (Los Rebeldes) y Rosendo (Leño). Posteriormente Lone Star cerró con una actuación el "Mercat de Música Viva de Vic".
Finalmente el grupo continuó ofreciendo conciertos esporádicos por toda la península hasta el año 2000. En la actualidad el estatus de Lone Star, según su sitio oficial, es inactivo. A pesar de esto, Pere Gené sigue en activo ofreciendo conciertos puntuales con repertorio de su primer disco en solitario "Boomerang" y de Lone Star. Su último concierto fue en septiembre de 2019 en la Plaza Mayor de Villarreal, acompañado por Kitflus (teclados), David Palau (guitarra), Diego Teruel (bajo) y Joan Barbé (batería).
El fin de la banda no supuso su olvido, pues en la primera década de 2000, salió a la luz una grabación de la que nadie tenía constancia, con el concierto en el teatro Infanta Beatriz de Madrid de 1968. Pere Gené, junto a su hijo Jordi y con el mecenazgo de un ferviente seguidor de la banda, restauraron el contenido de la cinta magnetofónica original y publicaron en 2010 un nuevo disco de Lone Star: "Lone Star / Concierto Teatro Infanta Beatriz Madrid 1968", con la grabación íntegra del concierto.
En la actualidad, Lone Star ha continuado publicando material inédito con nuevas grabaciones y remasterizaciones, como "Lone Star en Directo 1974", "Lone Star en Concierto 1998", o un recopilatorio de singles cubriendo la etapa 1972-1977, además de reeditar algunos de los trabajos clásicos más representativos de su etapa independiente, como “Es largo el camino”, “Adelante Rock en vivo”, “Síguenos”, “Horizonte” y “Viejo lobo”.

## Discografía
Álbumes de larga duración
- Lone Star (1966)
- Un conjunto con antología (1967)
- Lone Star en jazz (1968)
- Vuelve el rock (1968)
- Spring 70 (1970)
- Es largo el camino (1972)
- Adelante rock en vivo (1973)
- ¡¡Síguenos!! (1976)
- Horizonte (1977)
- Oveja negra (1979)
- Viejo lobo (1982)
- Hacia el futuro (1996)